# Amila
Amila es un pueblo y nagar Panchayat situado en el distrito de Mau en el estado de Uttar Pradesh (India). Su población es de 5234 habitantes (2011). 

## Demografía
Según el censo de 2011 la población de Amila era de 5234 habitantes, de los cuales 2733 eran hombres y 2501 eran mujeres. Amila tiene una tasa media de alfabetización del 83,89%, superior a la media estatal del 67,68%: la alfabetización masculina es del 90,74%, y la alfabetización femenina del 76,57%.